# Velké Svatoňovice
Velké Svatoňovice (německy Groß Schwadowitz) jsou obec v severovýchodních Čechách v okrese Trutnov, devět kilometrů jihovýchodně od Trutnova. Rozkládají se na samém východním okraji Krkonošského podhůří, při Markoušovickém potoce. Žije zde přibližně 1 300 obyvatel.

## Historie
První písemná zmínka o vesnici pochází z roku 1357.

## Přírodní poměry
Vesnice stojí v Krkonošském podhůří, které směrem k severovýchodu přechází do Broumovské vrchoviny. Severně od vesnice se nachází přírodní památka Žaltman.

## Obyvatelstvo
| Rok            | 1869  | 1880  | 1890  | 1900  | 1910  | 1921  | 1930  | 1950  | 1961  | 1970  | 1980  | 1991  | 2001  | 2011  | 2021  |
| -------------- | ----- | ----- | ----- | ----- | ----- | ----- | ----- | ----- | ----- | ----- | ----- | ----- | ----- | ----- | ----- |
| Počet obyvatel | 2 864 | 3 087 | 2 659 | 2 438 | 2 340 | 2 136 | 2 280 | 1 575 | 1 536 | 1 377 | 1 167 | 1 115 | 1 108 | 1 212 | 1 219 |
| Počet domů     | 415   | 444   | 412   | 432   | 440   | 443   | 498   | 493   | 414   | 393   | 341   | 449   | 470   | 492   | 514   |

## Obecní správa

### Části obce
- Velké Svatoňovice (k. ú. Velké Svatoňovice)
- Markoušovice (k. ú. Markoušovice a Starý Sedloňov)

### Obecní symboly
Znak a vlajka byly obci uděleny rozhodnutím předsedy Poslanecké sněmovny Parlamentu České republiky dne 29. května 2007.

## Pamětihodnosti
- Pomník obětem první a druhé světové války
- Svatoňovická tvrz u rozcestí směrem na Úpici a Trutnov
- Kaplička sv. Václava nad obcí
- Hasičské muzeum[8]
- Vrch Žaltman (740 m) s rozhlednou, nejvyšší bod Jestřebích hor
- Lípa ve Velkých Svatoňovicích, památný strom (50°31′38″ s. š., 16°2′3″ v. d.)

## Osobnosti
- Miloš Willig (1921–1979), herec

## Fotogalerie

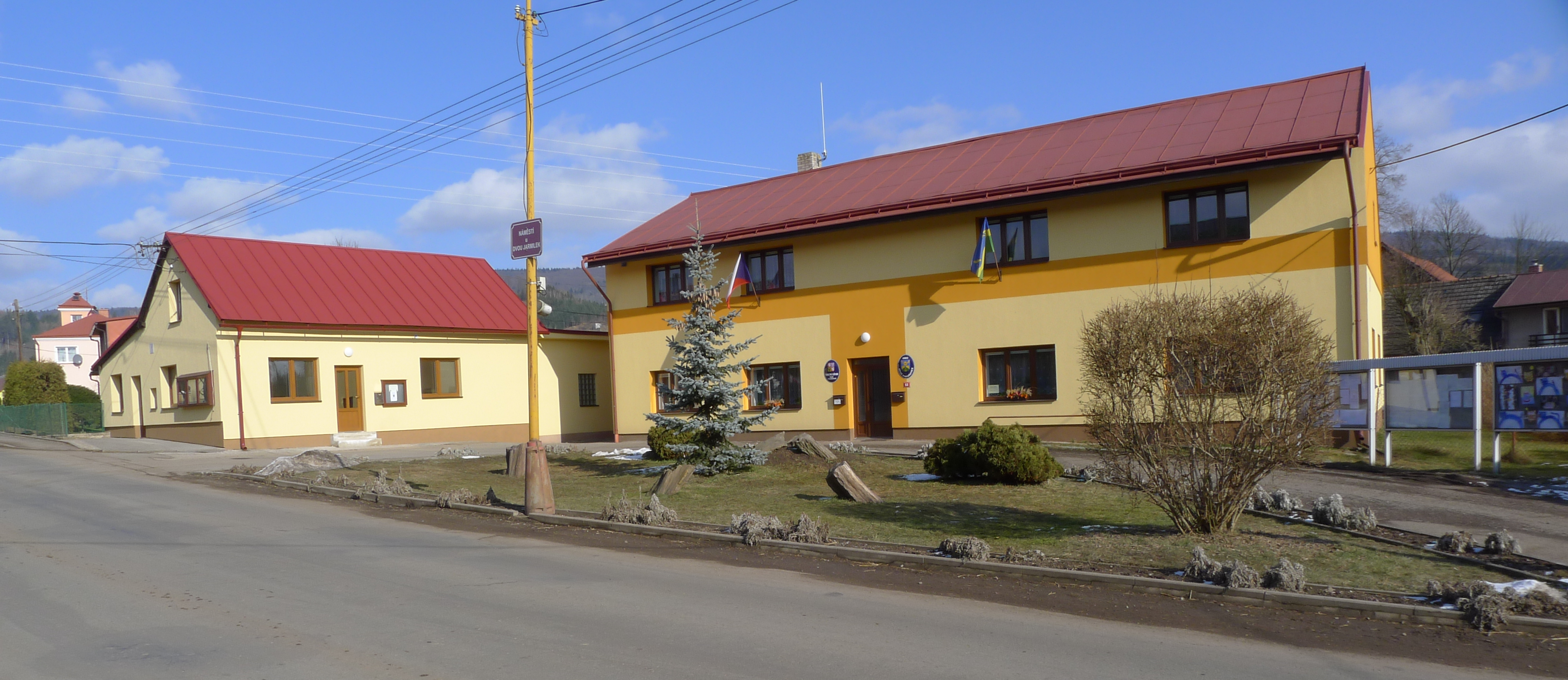
Budova obecního úřadu
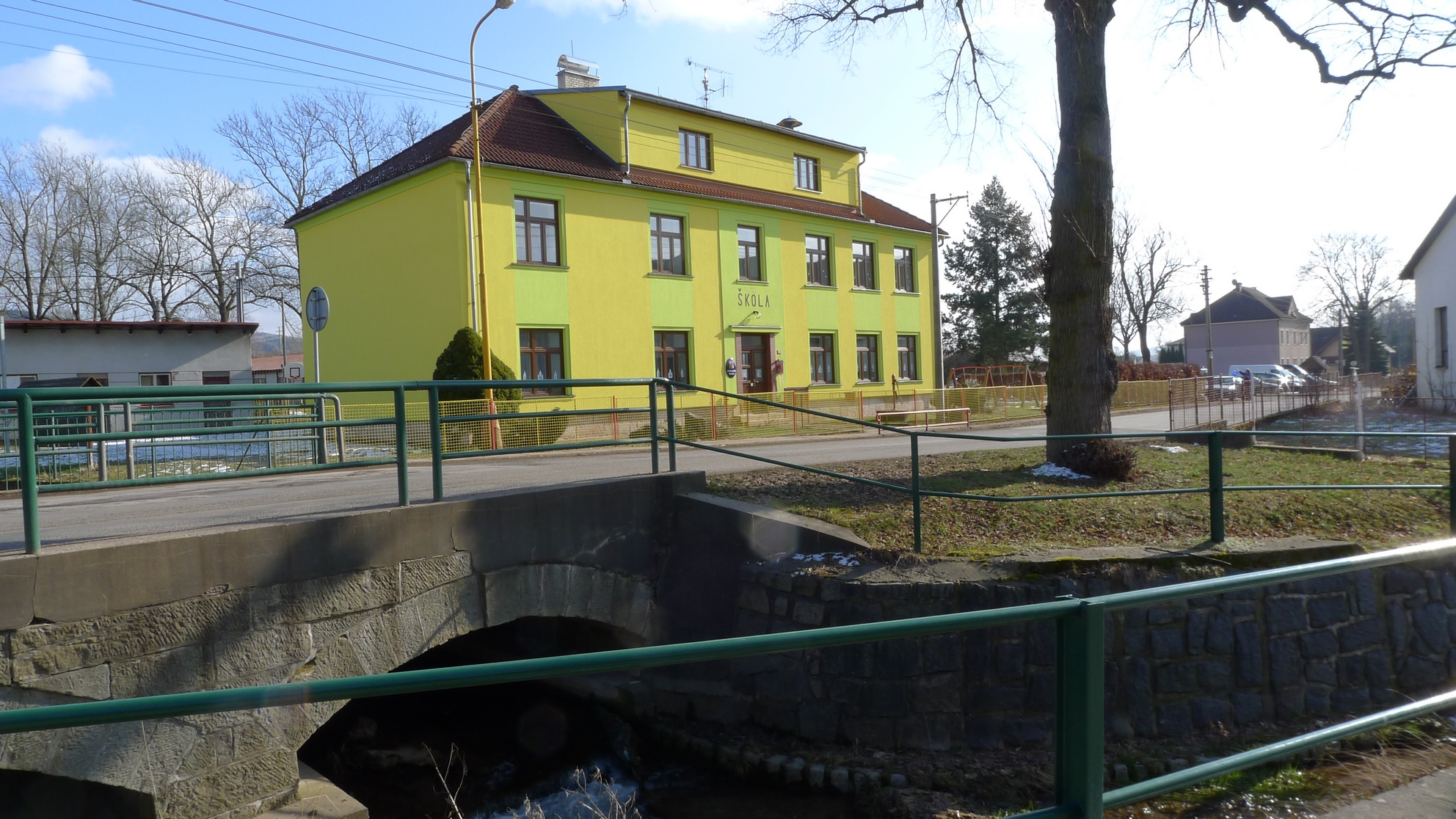
Budova základní školy
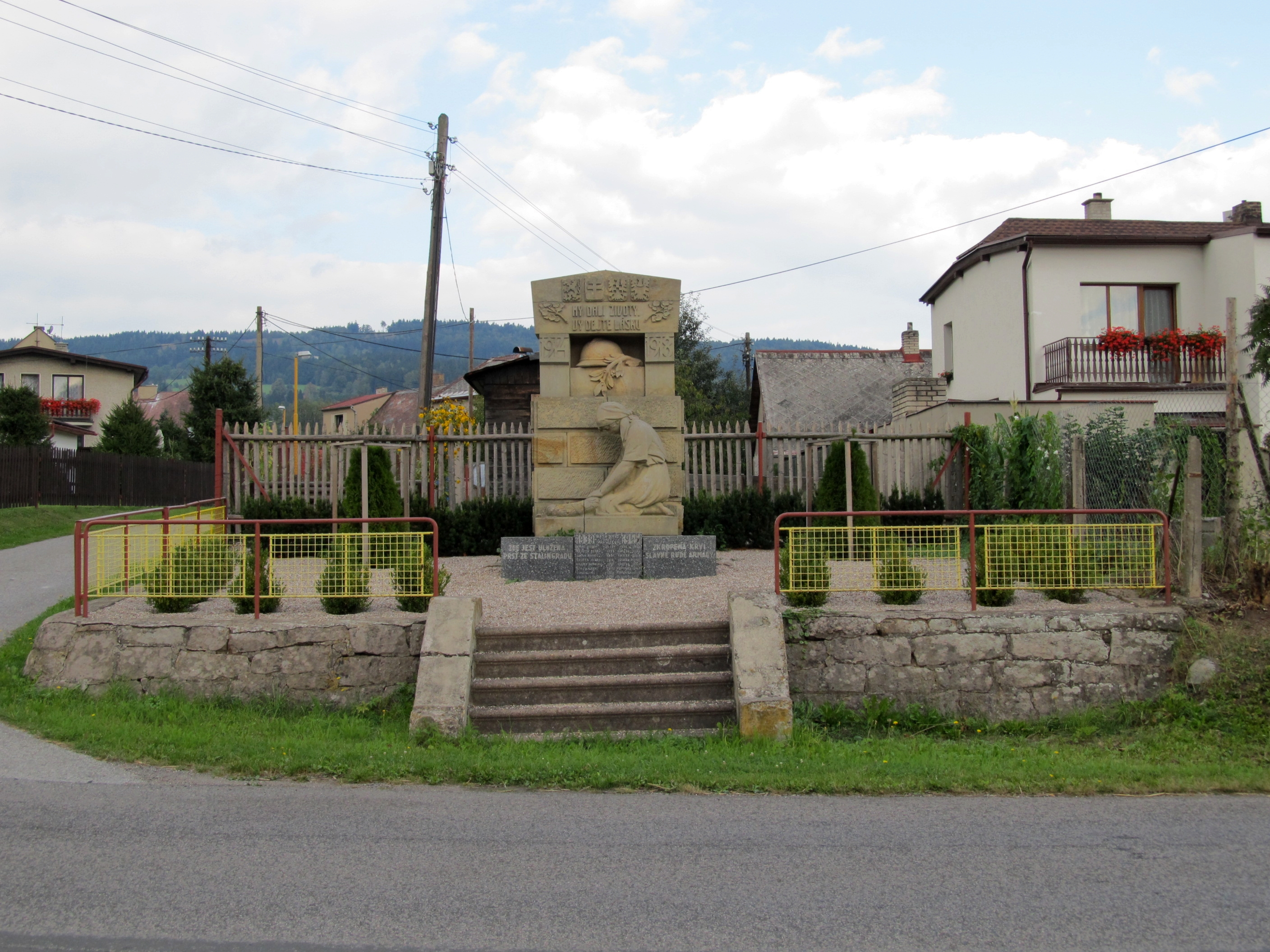
Pomník obětem první a druhé světové války
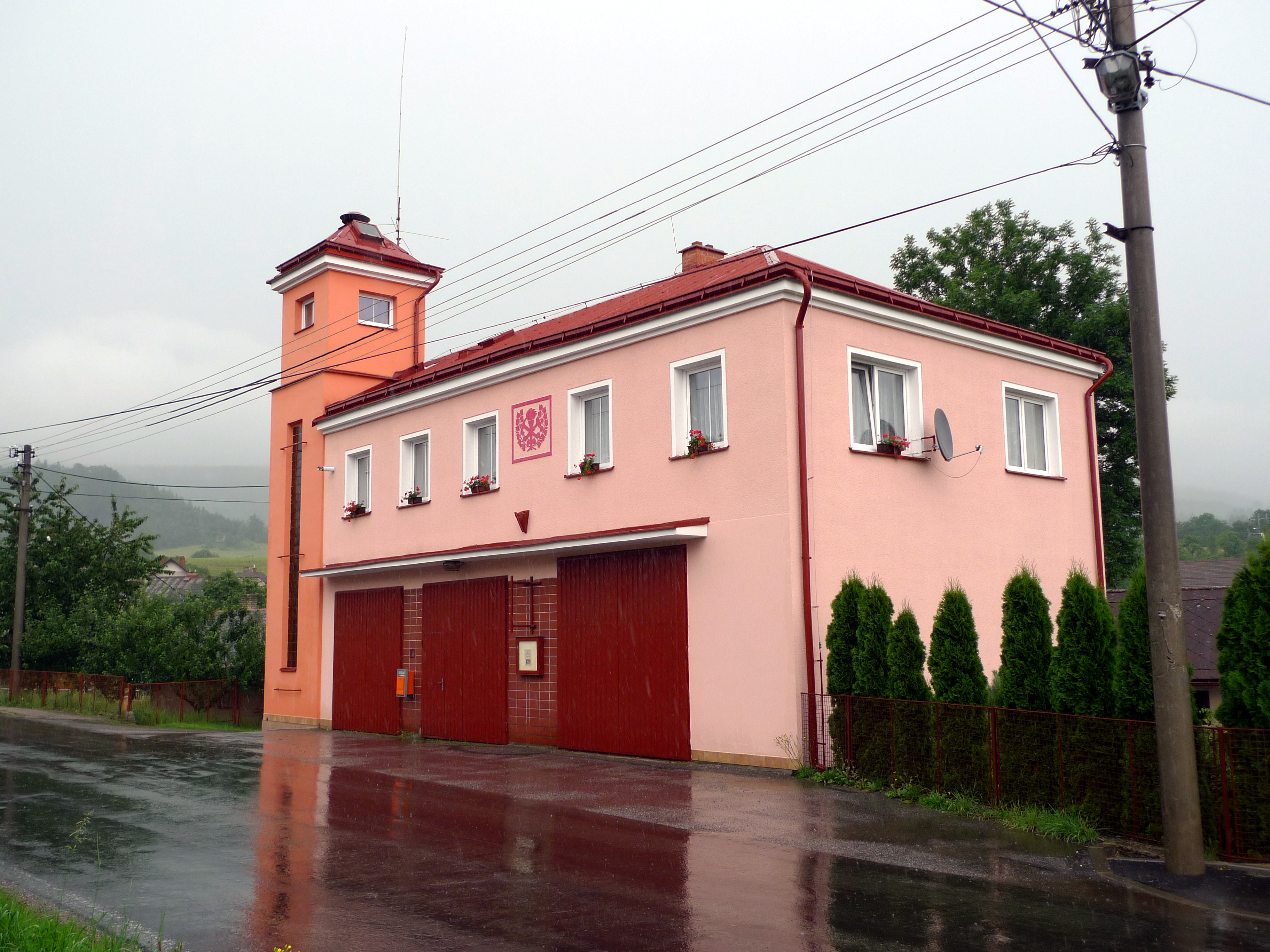
Hasičská zbrojnice
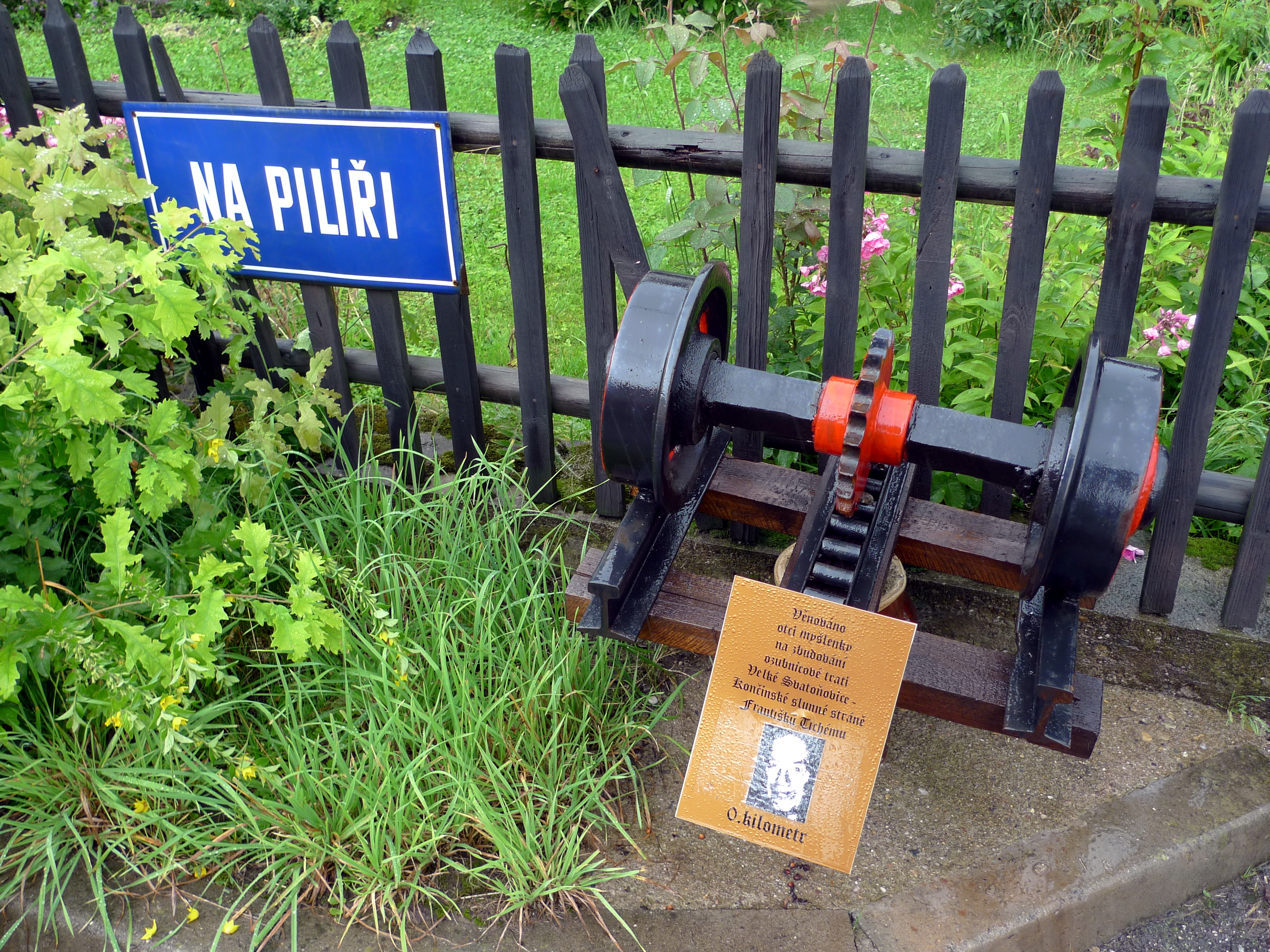
Pomník Františku Tichému